# Humanistická latina

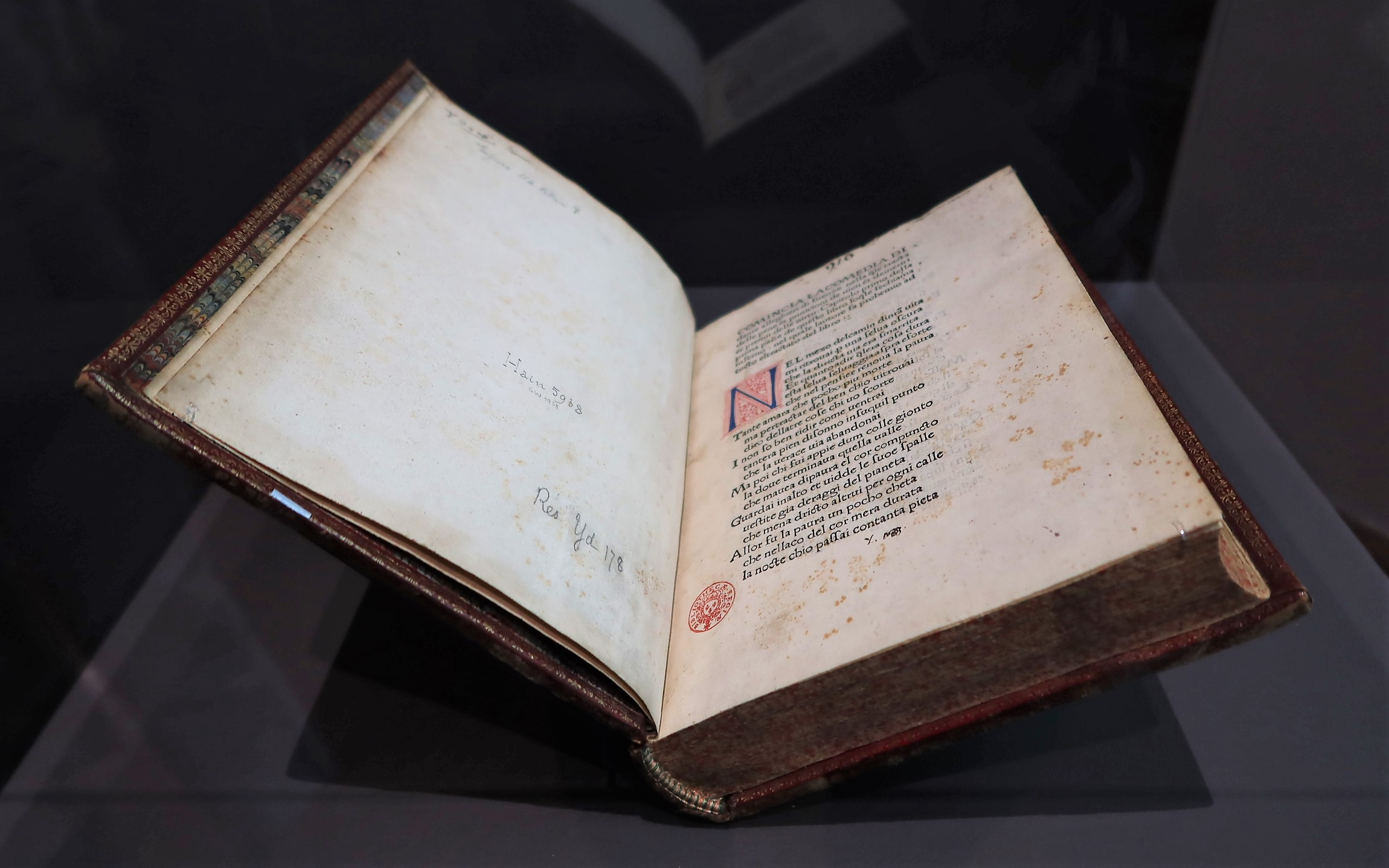
Danteho Božská komedie

Humanistická latina nebo renesanční latina jsou označení pro charakteristický styl latinského jazyka, vyvinutý v 15. století v období evropské renesance představiteli humanistického hnutí.
Všeobecným postojem humanistů byl návrat k pramenům (latinsky Ad fontes), a proto se snažili očistit středověkou latinu od slovní zásoby a slohových jevů, které přibyly během staletí od pádu Římské říše. Vraceli se do zlatého věku latinské literatury, přičemž za hlavní vzory byla považována Ciceronova prozaická díla a Vergiliovy básně. V básnické tvorbě opustili přízvučné typy metra a místo nich se snažili obnovit řecké formy, které se v latinské poezii používaly v římských dobách. Velké množství středověké latinské literatury odsoudili jako „gotiku“, což byl pro ně hanlivý výraz, a za „skutečnou latinu“ považovali jen starověký jazyk z římského období. Jejich vlastní pokusy o literární práce, zvláště v poezii mají často silný sklon k napodobování starých vzorů.
Předmětem úsilí humanistů bylo také očištění psané latiny od středověkých změn pravopisu. Zastávali např. názor, že ae by mělo být psáno v plné formě všude, kde se tak v klasické latině vyskytuje a nemělo by být nahrazováno jen samotným e, jak se to ve středověku často stávalo. Na rozdíl od středověkých autorů horlivě rozlišovali mezi t a c. Efekt palatalizace ve výslovnosti způsobuje, že znějí stejně (stávají se z nich homofony) a středověcí písaři často psali např. eciam místo etiam. Reformy se dotýkaly i psacího písma. Humanisté obvykle psali latinu písmem odvozeným od karolinské minuskule, která byla původním předchůdcem většiny současných minuskulních písmových rodin a vyhýbali se ve středověku používanému gotickému písmu. Erasmus Rotterdamský také navrhoval nahradit výslovnost latiny, která se v různých částech zemích vyvinula různě, rekonstruovanou výslovností klasického období.
Humanistický plán obrody latiny byl velmi úspěšný alespoň pokud se týká vzdělávání. Školy v současné době ještě stále vyučují humanistickou výslovnost, vybízejí ke studiu textů vybraných původně humanisty a pomíjejí pozdnější latinskou literaturu. Humanistická latina však sice byla elegantním literárním jazykem, ale pod vlivem očistných zásahů do slovní zásoby a požadavků na klasické užívání slov se stala mnohem obtížněji použitelnou ke psaní knih o právu, medicíně, vědě nebo soudobé politice. Nedostatek vhodné slovní zásoby, která by umožňovala popis moderních jevů uspíšil proces proměny latiny z jazyka pro denní použití v předmět historických zkoumání. Snažení humanistů přeměnilo latinu z klasického, ale stále používaného jazyka v jazyk skutečně mrtvý. Latinský slovník byl používán tvůrci nové latiny, ale širší pojednání o soudobých tématech v latině se postupně přestala psát.

## Latinsky píšící humanisté

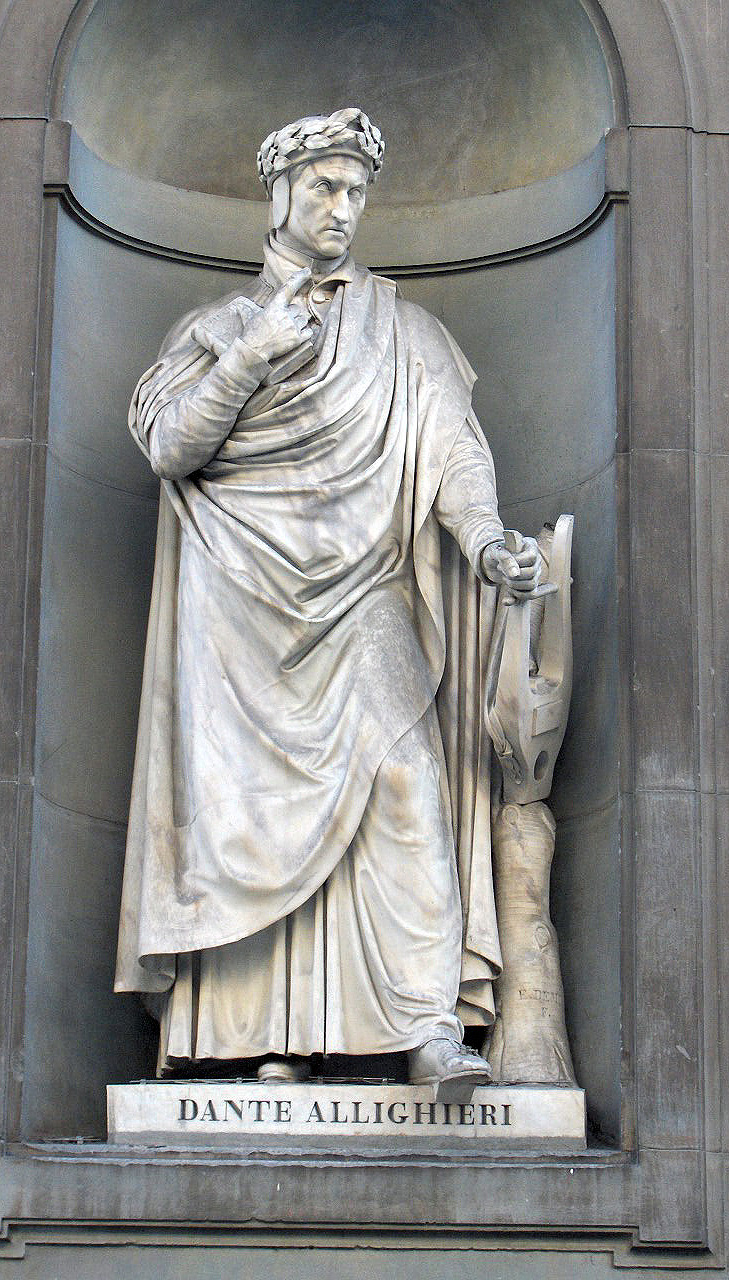
Danteho socha v Galerii degli Uffizie

- Rudolphus Agricola
- Leon Battista Alberti
- Dante Alighieri
- Leonardo Bruni
- Guillaume Budé
- Pico della Mirandola
- Erasmus Rotterdamský
- Marsilio Ficino
- Francesco Filelfo
- Matthaeus Fortunatus
- Hugo Grotius
- Thomas Hobbes
- Antonius Liber
- John Milton
- Sir Thomas More
- Francesco Petrarca
- Poliziano
- Aeneas Sylvius
- Lorenzo Valla

### Čeští autoři
- Alžběta Johana Vestonie
- Augustin Olomoucký
- Bohuslav Hasištejnský z Lobkovic
- David Crinitus z Hlavačova
- Jan Campanus Vodňanský
- Jan Skála z Doubravky
- Jan starší Hodějovský z Hodějova
- Jan z Rabštejna
- Matouš Collinus z Chotěřiny
- Zikmund Hrubý z Jelení